# Наш выбор — Леонид Кучма!
«Наш выбор — Леонид Кучма!» (укр. Наш вибiр — Леонiд Кучма) — объединение политических партий на Украине, созданное накануне выборов президента Украины 1999 года. Объединял 24 партии, поддерживающие курс президента Украины Леонида Кучмы. Основу блока составляли Социал-демократическая партия Украины (объединенная) и Народно-демократическая партия

## История
Блок был сформирован в первой половине 1999 года, некоторые партии присоединились к нему во второй половине года.
В политический блок вошли Социал-демократическая партия Украины (объединенная), Народно-демократическая партия, Партия промышленников и предпринимателей, Республиканская христианская партия, Украинская селянская партия, Христианско-демократическая партия, Демократическая партия Украины, партия «Демократический союз», Либеральная партия Украины, Партия труда, Партия регионального возрождения, «Трудовая солидарность Украины» и ряд других.
По словам координатора блока Евгения Кушнарёва, в «Наш выбор — Леонид Кучма» по состоянию на 1 сентября 1999 года входило 19 партий, объединяющих более 800 тыс. членов. 

## Оценки
Украинский историк и политолог Владимир Полохало писал, что основу блока составляли те политики и общественные деятели Украины, кто «во времена перестройки занялся бизнесом, используя имущество и деньги компартии, а также установленные (в т.ч. ранее) связи с влиятельными хозяйственниками». Через несколько лет после распада СССР они примкнули к партиям номинально левоцентристского и центристского направлений (наподобие СДПУ(о) и НДП) или откровенно их поддержали. Эта часть элитарных кругов нередко называется «партией власти» на Украине в эпоху Кучмы, а её представители либо принимают непосредственное участие в формировании решений в государстве, либо оказывали заметное влияние на их содержание.